# Santa Cruz Operation
Santa Cruz Operation (SCO) – amerykańskie przedsiębiorstwo informatyczne. Powstało w 1979 założone przez Douga i Larry’ego Michelsów jako jedna z pierwszych firm oferujących komercyjne wsparcie dla rozwiązań opartych na systemie Unix. Spółka zbankrutowała na skutek przegranej sprawy sądowej o prawa do Uniksa.
25 sierpnia 1980 na zlecenie firmy Microsoft (MS) podjęła się stworzenia w oparciu o licencjonowany od AT&T kod pierwszej wersji Uniksa na platformę IBM PC, znanej jako Xenix. Wobec odstąpienia przez MS od projektu w 1983 SCO przejęło w całości opiekę na systemem i sprzedawało go pod różnymi nazwami handlowymi (Xenix, SCO Unix, OpenDesktop, OpenServer).
W 1993 roku SCO stało się publiczną spółką akcyjną – przeprowadzając emisję akcji na giełdzie nowych technologii NASDAQ. W 1995 przejęło od Novella prawa do sprzedawanego jako UnixWare systemu V oraz wcześniejszych wersji tzw. research Unix.
Razem z firmami Sequent i IBM w październiku 1998 przystąpiło do programu Monterey, którego celem było stworzenie nowoczesnej wersji Uniksa dla 64-bitowych procesorów: IA-64 (Intel Merced/Itanium) oraz serii Power (IBM). Nowy system miał dawać możliwość uruchamiania zarówno aplikacji 64-bitowych, jak i wcześniejszych 32-bitowych. Trzy lata później, w maju 2001 IBM odstąpiło od przedsięwzięcia, decydując się na wsparcie rozwoju Linuksa. SCO z myślą o platformie 64-bitowej rozwijało system UnixWare, udostępniając wkrótce jego wersję 7.1.
2 sierpnia 2000 SCO zostało podzielone, a główna część zajmująca się sprzedażą systemów UNIX i ich rozwojem za cenę 7 mln USD została przejęta przez dystrybutora Linuksa, firmę Caldera, z pozostałej części powstała nowa spółka Tarantella zajmująca się usługami informatycznymi. Wobec przewagi dochodów ze sprzedaży usług i produktów związanych z Uniksem w 2001 połączone korporacje Caldera/SCO wróciły do nazwy handlowej SCO.
Do chwili fuzji z Calderą, siedziba spółki znajdowała się w Santa Cruz, Kalifornia (stąd nazwa), obecna firma występująca pod nazwą The SCO Group ma swą siedzibę w Salt Lake City, Utah.